# Im Garten des Beis
Im Garten des Beis ist ein Gemälde des britischen Malers John Frederick Lewis aus dem Jahre 1865. Es gehört zu den typischen Gemälden des Orientalismus und befindet sich heute im Harris Museum and Art Gallery, Preston, Großbritannien.

## Bildinhalt
Das Gemälde zeigt eine junge Frau in einem lichtdurchfluteten Garten, die sich anmutig über eine Vase mit Blumen beugt und in diese gerade einen Zweig Lilien stellt. Das einzige orientalische Attribut der Frau ist ihr Gewand, das auch in anderen Bildern desselben Künstlers auftaucht (z. B. „Der Empfang“ von 1873). Für die Frauenfigur stand Lewis’ Ehefrau Marian Harper Modell. Die dargestellten Blumen waren alle schon zur Entstehungszeit des Bildes in europäischen Gärten zu finden. Zu sehen sind im Vordergrund gefüllte Rosen, Lilien, Mohn, Rittersporn, Kakteen und Fuchsien. Weiße Madonnenlilien, die denen auf dem Gemälde dargestellten ähneln, finden sich bereits auf mittelalterlichen Tafelbildern. Fuchsien stammen aus der Neuen Welt, wurden bereits im 17. Jahrhundert in Europa kultiviert und waren in der zweiten Hälfte des 19. Jahrhunderts eine Modepflanze. Auch der Bildhintergrund verrät keinen orientalischen Bezug. Zu sehen sind dort unter anderem ein Rosenhochstamm, eine in einem Topf gepflanzte Lilie sowie ein Staudenbeet, in dem unter anderem gleichfalls Rittersporn steht.

## Einordnung

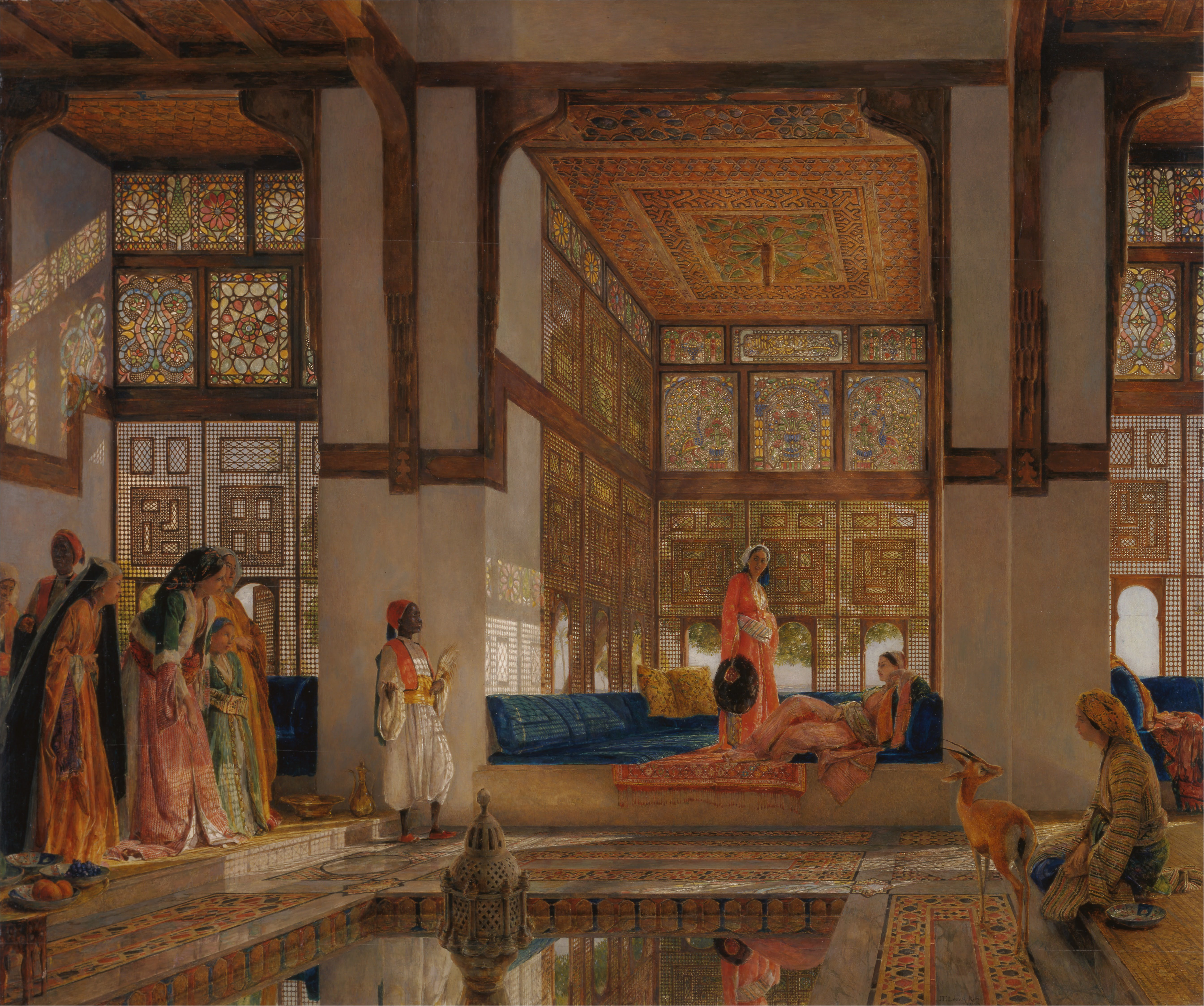
John Frederick Lewis, Der Empfang, 1873, Ölgemälde, Yale Center for British Art. Die detailgetreue Wiedergabe der Innenarchitektur beruht auf Zeichnungen von Lewis’ Haus in Kario. Die Szene, die sich darin abspielt, ist das Werk orientalistischer Fantasie.

Der Maler John Frederick Lewis gehört zu den bedeutendsten britischen Vertretern der orientalistischen Malerei des 19. Jahrhunderts. Nachdem er Italien, Spanien, den Balkan und Kleinasien bereist hatte, ließ er sich im Anschluss für fast zehn Jahre in Kairo nieder (1841–1851). Inspiriert durch seine Beobachtungen in Kairo, schuf Lewis auch noch nach seiner Rückkehr nach Großbritannien orientalistische Szenen, beispielsweise einige Haremszenen, in denen sich Fantasie und Wirklichkeit vermischen. Auch Im Garten des Beis entstand nach John Frederick Lewis Rückkehr. Tatsächlich ist die dargestellte Blumenpracht eher in einem gut gepflegten europäischen Staudengarten zu finden als im Nahen Osten.